# Antoine Barthélemy Jean Guillemot
Antoine Barthélemy Jean Guillemot (Thiers, 11 novembre 1822 – Thiers, 25 agosto 1902) è stato un entomologo francese.
Scrisse il Catalogue des lépidoptères du Département du Puy-de-Dôme, Impr. de Thibaud-Landriot pubblicato nel 1854. Antoine Guillemot fu membro della Société entomologique de France.

## Biografia
I genitori di Guillemot erano commercianti: la famiglia era proveniente dalla Borgogna. 
Studiò nel seminario di Thiers e si laureò nel 1839 per poi lavorare con suo padre e lo zio, quindi aprì una società commerciale con un amico, Paul Marodon. sviluppò fin dall’adolescenza una passione per l’entomologia, collezionando e studiando farfalle tra il 1840 e il 1865. Collaborò con importanti naturalisti come Henri Lecoq e Martial Lamotte e mantenne corrispondenze con entomologi francesi e stranieri.

## Opere
- Catalogue des lépidoptères du Département du Puy-de-Dome, Clermont-Ferrand, Thibaud-Landriot 1854
- Catalogue des lépidoptères du Département du Puy-de-Dome - Premier supplément, Clermont-Ferrand, Thibaud-Landriot 1858
- Le diable et le trésor: nouvelle thiernoise, Clermont-Ferrand 1862
- Nouveaux documents relatifs à l'industrie thiernoise. Réformation des statuts de la coutellerie en 1614 et 1615, 1878
- Tarifs des droits de Leyde perçus par le seigneur de Thiers au XIVme siècle, Saint-Étienne, Théolier & Cie, 1888